# Forte Falcone
Il forte Falcone è una fortificazione costiera situata a Portoferraio, sull'Isola d'Elba. La sua ubicazione è poco a ovest del forte Stella, in posizione dominante su un promontorio che domina da nord l'intera rada del porto.

## Storia e descrizione

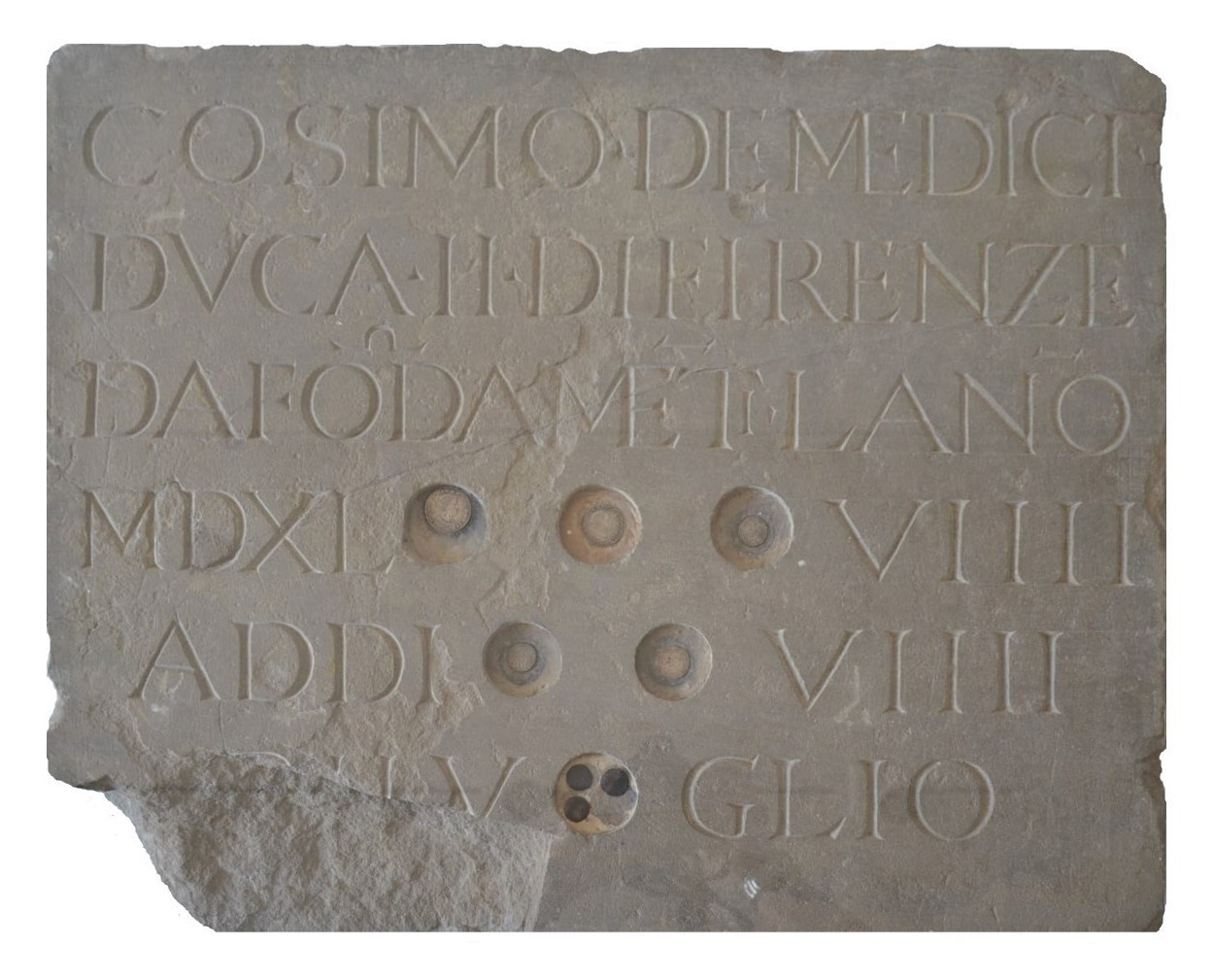
Pietra di fondazione del Forte Falcone (9 luglio 1549)

Il complesso fortificato fu realizzato in più riprese a partire dal 1549, su progetto di Giovanni Camerini, che all'epoca stava lavorando anche alla realizzazione di altre strutture militari del sistema difensivo della cittadina elbana voluto dai Medici. Rimasto parzialmente incompleto in alcuni suoi punti, venne ultimato soltanto nel 1701, dopo la ripresa dei lavori avvenuta soltanto nel tardo Seicento. Le funzioni della fortificazione erano quelle di avvistamento e di difesa, che potenziavano notevolmente il sistema difensivo che era costituito da diverse strutture fortificate che operavano in perfetta sinergia tra di loro; la sua dismissione dalle funzioni militari è avvenuta in epoca relativamente recente.
Il forte Falcone si presenta come un'imponente fortificazione situata in posizione dominante nella parte occidentale del promontorio che chiude a nord la vasta area del porto di Portoferraio. La struttura architettonica militare si articola a pianta quadrangolare irregolare, ai cui vertici è presente un bastione originariamente munito di garitta. Esternamente, il forte è racchiuso all'interno di una cortina muraria di cinta, che si dispone lungo un perimetro trapezoidale, che venne ultimata soltanto all'inizio del Settecento. Le strutture murarie della fortificazione si presentano rivestite prevalentemente in laterizi e poggiano su possenti basamenti a scarpa che si adattano all'orografia scoscesa del promontorio. All'interno del forte si trovano alcuni edifici che in passato ospitavano gli alloggi delle guarnigioni, la polveriera e l'armeria.